# Sonata pentru pian nr. 6 (Beethoven)
Sonata pentru pian nr. 6 în F major, op. 10, Nr. 2 a lui Ludwig van Beethoven a fost dedicată Contesei Anne Margarete von Browne, și scrisă între anii 1796-1798.
Sonata are aproximativ 14 minute.

## Forma muzicală
Sonata are trei mișcări:
1. Allegro în F major
2. Allegretto în F minor
3. Presto în F major

Prima mișcare este în formă de sonată. Dezvoltarea se bazează pe forma C-G-C care încheie expoziția. Cu toate acestea, se creează multe melodii minunate, dintre care unele pot fi destul de dificil de cântat.
Cea de a doua mișcare este în formă A-B-A, cu revenirea primei secțiuni puternic impodobită. Este mai mult o reminiscență a bagatelelor lui Beethoven. Secțiunea de mijloc, în D-bemol, are un indiciu de anticipare pentru a treia miscare din simfonie.
Cea de a treia mișcare este în formă de sonată, cu o dezvoltare-fugal extinsă.